# Phorbia genitalis
Phorbia genitalis är en tvåvingeart som först beskrevs av Johann Andreas Schnabl 1911.  Phorbia genitalis ingår i släktet Phorbia och familjen blomsterflugor.
Artens utbredningsområde är Polen. Arten är reproducerande i Sverige. Inga underarter finns listade i Catalogue of Life.